# Merci pour tout, Charles

Merci pour tout, Charles est un téléfilm français réalisé par Ernesto Oña et diffusé le 11 novembre 2015.

## Synopsis
Une bourgeoise, larguée par son mari après 30 ans de mariage, reprend sa vie en main.

## Fiche technique
- Titre original : Merci pour tout, Charles
- Réalisation : Ernesto Oña
- Scénario : Sandra d'Aboville, Jean-Marie Duprez, Ernesto Oña
- Durée : 90 minutes
- Pays :  France
- Date : 2015

## Distribution
- Charlotte de Turckheim : Caroline
- Catherine Jacob : Valérie, la sœur de Caroline
- Claudia Tagbo : Bommart
- Sofia Essaïdi : Leïla
- Yannig Samot : Fred
- Philippe Uchan : Charles, l'ex de Caroline
- Sophie Mounicot : Babeth
- Frédéric Saurel : Jean-Louis
- Ichem Saïbi : Saïd
- Mathilde Vitry : Laurence
- Philippe Dusseau : Pierre-Étienne, le mari de Valérie
- Stéphane Bern : l'agent immobilier
- Manoëlle Gaillard : Voisine restaurant
- Marie-Christine Adam : Clémence Grimal, la propriétaire de l'appartement de Caroline
- Patrice Thibaud : Benoit
- Catherine Hosmalin : la conseillère Pôle-Emploi
- Tiphaine Daviot : Diane, la fille de Caroline et Charles
- Salla Lintonen : la caissière
- Big Jo' Goundoul : Lascar 2
- Lyes Kaouah : Lascar 1